# Andrena meripes
Andrena meripes là một loài Hymenoptera trong họ Andrenidae. Loài này được Friese mô tả khoa học năm 1922.